# Dobrodzień
Dobrodzień (germană Guttentag) este un oraș în Polonia.